# Trolleybus de Szeged
Le trolleybus de Szeged dessert la ville de Szeged.